# 15155 Ahn
A 15155 Ahn (ideiglenes jelöléssel 2000 FB37) a Naprendszer kisbolygóövében található aszteroida. A LINEAR projekt keretében fedezték fel 2000. március 29-én.